# Le Châtelard (Friburgo)
Le Châtelard es una comuna suiza del cantón de Friburgo, situada en el distrito de Glâne. Limita al norte con la comuna de Massonnens, al noreste con Villorsonnens, al sures con Sorens y Marsens, y al suroeste y oeste con Grangettes.